# Eレール
Eレール株式会社は、大韓民国の京畿道富川市にある素砂駅から安山市檀園区の元時駅間を走行する鉄道路線である西海線の建設と経営を引き受けた鉄道事業者で、株式会社である。2008年12月12日に設立された。

## 歴史
- 2008年12月12日 - 会社設立。
- 2011年3月31日 - 工事着工。

## 運営路線
- 西海線

## 業務内容
- 素砂元時線全区間の設計・施工
- 素砂元時線全区間の駅務管理と線路維持保守運営業務

（ただし、実際の駅務管理と線路維持保守運営業務は、ソウル交通公社子会社の素砂元時運営株式会社に委託されている。）